# فاروق بن مصطفى
فاروق بن مصطفى (مواليد 1 يوليو 1989) هو لاعب كرة قدم تونسي في مركز حراسة المرمى. استدعي فاروق لقائمة منتخب تونس في كأس الأمم الأفريقية 2010 لكنه لم يشارك في أية مباراة.لعب مع عدة أندية أغلبها تونسية فلعب مع النادي البنزرتي ثم مع النادي الإفريقي ثم إنتقل في صائفة 2017 لنادي الشباب السعودي، وأستدعي لاحقاً للقائمة الأساسية لمنتخب تونس المشارك في مونديال كأس العالم 2018 في روسيا.وعاد بعد ذلك ليثبت نفسة في الدوري السعودي ويحقق جائزة أفضل حارس لموسم 2019. يلعب حاليا مع الترجي الرياضي التونسي

## الألقاب

### الأندية
- كأس تونس
  - البطل: 2013
- الدوري التونسي الممتاز
  - الوصيف: 2012

### المنتخب
- بطولة أمم أفريقيا للمحليين
  - البطل: 2011

كأس تونس مع النادي البنزرتي 2011

## روابط خارجية
- صفحة اللاعب على كووورة
- فاروق بن مصطفى على موقع الاتحاد الدولي (مؤرشف)  (الإنجليزية)
- فاروق بن مصطفى على موقع قاعدة بيانات كرة القدم.إي يو (الإنجليزية)
- فاروق بن مصطفى على موقع ناشيونال فوتبول تيمز (الإنجليزية)
- فاروق بن مصطفى على موقع Soccerway.com (الإنجليزية)
- فاروق بن مصطفى على موقع عالم كرة القدم.نت (الإنجليزية)